# Oued El Alenda
Oued El Alenda è un comune dell'Algeria, situato nella provincia di El Oued.